# Global Aviation
Global Aviation — авиатранспортная лизинговая компания со штаб-квартирой в Йоханнесбурге (ЮАР) и офисами на Гибралтаре и в городе Ирвайн (штат Калифорния), предоставляющая в аренду пассажирские и грузовые воздушные суда гражданским авиакомпаниям.
Основанная в 2001 году, компания Global Aviation в настоящее время располагает флотом из двадцати воздушных судов, работающих в различных районах мира, включая Северную, Центральную и Южную Африку, Ближний Восток и Европу.

## Флот
По состоянию на 16 августа 2009 года воздушный флот Global Aviation составляли следующие самолёты:
- 15 McDonnell Douglas DC-9-32 (3 лайнера в аренде Air One Nine и три — в аренде в авиакомпании Gryphon Airlines)
- 3 McDonnell Douglas DC-10
- 2 McDonnell Douglas MD-82